# Książęta oleśniccy
Książęta oleśniccy – wszyscy władcy stojący na czele księstwa oleśnickiego, a także noszący tytuł książęcy, od 1313 roku, kiedy powstało samodzielne księstwo, do 1884 roku, kiedy bezdzietnie zmarł książę Wilhelm August z dynastii Welfów, który nie sprecyzował, co ma się stać z księstwem po jego śmierci. W związku z tym księstwo stało się własnością Królestwa Prus⁣, a ⁣Oleśnica została lennem tronowym Hohenzollernów.
Tytuły książąt Oleśnicy nosili przedstawiciele dynastii Piastów śląskich (Piastowie oleśniccy), Podiebradów, Wirtembergów i Welfów.

## Piastowie oleśniccy
| #   | Władca             | Władca | Okres panowania/posaidania tytułu | Komentarz |
| --- | ------------------ | ------ | --------------------------------- | --- |
| 1.  | Bolesław oleśnicki |        | 1312–1320/1321                    | syn Henryka III głogowskiego |
| 2.  | Konrad I oleśnicki |        | 1320/1321–1366                    | syn Henryka III głogowskiego |
| 3.  | Konrad II Siwy     |        | 1366–1403                         | syn Konrada I oleśnickiego |
| 4.  | Konrad III Stary   |        | 1403–1412                         | syn Konrada II Siwego |
| 5.  | Konrad IV Starszy  |        | 1412–1416                         | syn Konrada III Starego. Współrządził w księstwie z Konradem V i niepełnoletnimi braćmi (Konradami VI i VII). W 1416 doszło do podziału księstwa, po którym otrzymał Prudnik, Kąty Wrocławskie i Bierutów. Od 1417 roku był biskupem wrocławskim                                                    |
| 6.  | Konrad V Kącki     |        | 1412–1439                         | syn Konrada III Starego. Współrządził w księstwie z Konradem IV i niepełnoletnimi braćmi (Konradami VI i VII). W 1416 doszło do podziału księstwa, po którym otrzymał Oleśnicę, Milicz, Trzebnicę, Prusice, Wołów, Wąsosz i Żmigród                                                                 |
| 7.  | Konrad VI Dziekan  |        | 1412–1416                         | syn Konrada III Starego. Współrządził z braćmi do 1416 roku, kiedy doszło do podziału księstwa, po którym otrzymał Lubiąż i Ścinawę |
| 8.  | Konrad VII Biały   |        | 1412–1416 1421–1450               | syn Konrada III Starego. Współrządził ze starszymi braćmi (Konradami VI i VII) do 1416 roku, kiedy doszło do podziału księstwa, po którym otrzymał Kozielsk i Bytom. W 1421 roku zawarł porozumienie z Konradem V o wzajemnym sprawowaniu władzy w swoich księstwach i wzajemnego ich dziedziczenia |
| 9.  | Konrad VIII Młody  |        | 1412–?                            | syn Konrada III Starego. Współrządził ze starszymi braćmi (Konradami VI i VII) do 1416 roku. Wówczas wstąpił do Zakonu krzyżackiego. W źródłach brak danych, czy faktycznie sprawował później władzę książęcą, czy tylko zachował tytuł książęcy                                                    |
| 10. | Konrad IX Czarny   |        | 1450–1471                         | syn Konrada V Kąckiego. Wraz z bratem porywa Konrada VII w 1450 roku i przejmuje włądzę w księstwie. Dochodzi do podziału księstwa, ale używana tytulatura nie pozwala jednoznacznie stwierdzić, którą częścią władał                                                                               |
| 11. | Konrad X Biały     |        | 1450–1492                         | syn Konrada V Kąckiego. Wraz z bratem porywa Konrada VII w 1450 roku i przejmuje włądzę w księstwie. Dochodzi do podziału księstwa, ale używana tytulatura nie pozwala jednoznacznie stwierdzić, którą częścią władał                                                                               |

## DynastiaPodiebradów
| #   | Władca                         | Władca | Okres panowania/posaidania tytułu | Komentarz |
| --- | ------------------------------ | ------ | --------------------------------- | --- |
| 1.  | Henryk I Starszy               |        | 1495–1498                         | syn Jerzego z Podiebradów. Wyznaczony na księcia Oleśnicy przez Władysława II Jagiellończyka, który po bezpotomnej śmierci Konrada X był dysponentem księstwa |
| 2.  | Jerzy Podiebradowicz           |        | 1498–1502                         | syn Henryka I. Po śmierci ojca z braćmi przejął władzę w księstwie. Po jego bezdzietnej śmierci Oleśnica przeszła w ręce Karola I                             |
| 4.  | Albrecht Podiebradowicz        |        | 1498–1511                         | syn Henryka I. Po śmierci ojca z braćmi przejął władzę w księstwie                                                                                            |
| 3.  | Karol I Podiebradowicz         |        | 1498–1536                         | syn Henryka I. Po śmierci ojca z braćmi przejął władzę w księstwie. W 1502 roku przejął włądzę w księstwie oleśnickim po śmierci Jerzego                      |
| 7.  | Joachim Podiebradowicz         |        | 1536–1542                         | syn Karola I. Po śmierci ojca z braćmi przejął władzę w księstwie. W 1542 wybrał stan duchowny                                                                |
| 5.  | Henryk II Podiebradowicz       |        | 1536–1548                         | syn Karola I. Po śmierci ojca z braćmi przejął władzę w księstwie. W 1543 roku doszło do podziału księstwa, po którym otrzymał Bierutów                       |
| 6.  | Jerzy II Podiebradowicz        |        | 1536–1553                         | syn Karola I. Po śmierci ojca z braćmi przejął władzę w księstwie. W 1543 roku doszło do podziału księstwa, po którym otrzymał Oleśnicę                       |
| 8.  | Jan Podiebradowicz             |        | 1536–1565                         | syn Karola I. Po śmierci ojca z braćmi przejął władzę w księstwie. W 1543 roku doszło do podziału księstwa, po którym otrzymał Oleśnicę                       |
| 9.  | Karol Krzysztof Podiebradowicz |        | 1565–1569                         | syn Jana Podiebradowicza |
| 10. | Henryk III Podiebradowicz      |        | 1568–1587                         | syn Henryka II. Od 1568 roku z bratem Karolem władał w księstwie                                                                                              |
| 11. | Karol II Podiebradowicz        |        | 1568–1617                         | syn Henryka II. Od 1568 roku z bratem Henrykiem III władał w księstwie. Od 1587 roku władał jako samodzielny książę                                           |
| 12. | Henryk Wacław Podiebradowicz   |        | 1617–1639                         | syn Karola II. Po smierci ojca władał w Bierutowie, zostawiając sobie jedynie tytuł księcia Oleśnicy                                                          |
| 13. | Karol Fryderyk Podiebradowicz  |        | 1617–1647                         | syn Karola II |

## DynastiaWirtembergów
| #  | Władca                               | Władca | Okres panowania/posaidania tytułu | Komentarz |
| -- | ------------------------------------ | ------ | --------------------------------- | --- |
| 1. | Sylwiusz Nimrod Wirtemberski         |        | 1647–1664                         | księciem Oleśnicy zostałw wyniku ślubu z córką Karola Fryderyka Podiebradowicza Elżbietą Marią |
| 2. | Karol Ferdynand Wirtemberski         |        | 1664–1668                         | syn Sylwiusza. Po śmierci ojca był niepełnoletni i opiekę sprawowała nad nim matka. W 1668 zmarł w Kassel. Poza tytułem księcia nie sprawował faktycznej władzy                                                                                     |
| 3. | Juliusz Zygmunt                      |        | 1673–1684                         | syn Sylwiusza. Po śmierci ojca był niepełnoletni i opiekę sprawowała nad nim matka. W wyniku sporów między barćmi matka podzieliła w 1673 roku księstwo. W wyniku tego został księciem oleśnickim na Trzebnicy i Dobroszycach                       |
| 4. | Sylwiusz Fryderyk Wirtemberski       |        | 1673–1697                         | syn Sylwiusza. Po śmierci ojca był niepełnoletni i opiekę sprawowała nad nim matka. W wyniku sporów między barćmi matka podzieliła w 1673 roku księstwo. W wyniku tego został księciem oleśnickim                                                   |
| 5. | Krystian Ulryk I Wirtemberski        |        | 1697–1704                         | syn Sylwiusza. Po śmierci ojca był niepełnoletni i opiekę sprawowała nad nim matka. W wyniku sporów między barćmi matka podzieliła w 1673 roku księstwo. W wyniku tego otrzymał Bierutów, a po śmierci Sylwiusza Fryderyka objął władzą w księstwie |
| 6. | Karol Fryderyk Wirtemberski          |        | 1704–1744                         | syn Chrystiana Ulryka I. Po śmierci ojca rządy opiekuńcze sprawował kuzyn Karol. W 1707 roku osiągnął pełnoletniość i rządził samodzielnie. W 1744 roku zrzekł się władzy                                                                           |
| 7. | Karol Chrystian Erdmann Wirtemberski |        | 1744–1792                         | syn Chrystiana Ulryka II |

## DynastiaWelfów
| #  | Władca           | Władca | Okres panowania/posiadania tytułu | Komentarz |
| -- | ---------------- | ------ | --------------------------------- | --- |
| 1. | Fryderyk August  |        | 1792–1805                         | księciem Oleśnicy zostałw wyniku ślubu z córką Karola Chrystiana Erdmanna Fryderyką Zofią. Formalnie objął władzę w 1795 roku |
| 2. | Fryderyk Wilhelm |        | 1805–1815                         | bratanek Fryderyka Augusta. Otrzymał księstwo od króla Prus w wyniku bezpotomnej śmierci poprzednika |
| 3. | Karol II         |        | 1823–1825                         | syn Fryderyka Wilhelma. Po śmierci ojca do osiągnięcia pełnoletniości regencję sprawował Jerzy IV. W 1825 roku odstąpił prawa swojemu bratu |
| 4. | Wilhelm August   |        | 1825–1884                         | syn Fryderyka Wilhelma. Po śmierci ojca do osiągnięcia pełnoletniości regencję sprawował Jerzy IV. W 1825 objął pełnię władzy w księstwie. Zmarł bezpotomnie i nie zabepzieczył praw do księstwa rodzinie. W rezultacie tego podzielono księstwo, a część z Oleśnicą i Bierutowem stała się lennem tronowym Hohenzollernów |